# Chicago (métro de Chicago)
Pour les articles homonymes, voir Chicago (homonymie).
Ne doit pas être confondu avec Chicago (lignes brune et mauve du métro de Chicago) ou Chicago (ligne rouge du métro de Chicago).
Chicago (anciennement Chicago/Milwaukee) est une station souterraine de la ligne bleue du métro de Chicago.
C’est une station typique du Milwaukee-Dearborn Subway, elle est située à l'intersection de Chicago Avenue et de Milwaukee Avenue dans le secteur de Near West Side à Chicago. 
La station ouverte en 1951 n’a pas changé depuis son ouverture ne recevant que de légères rénovations depuis. 
Elle se trouve à proximité de l’église Catholique St. John Cantius de Chicago et 974 083 passagers l’ont utilisée en 2008.

## Les correspondances avec le bus
- #56 Milwaukee
- #66 Chicago (Owl Service - Service de nuit)

## Dessertes
| Nord/Ouest            |  |             |  | Sud/Est                |
| --------------------- |  | ----------- |  | ---------------------- |
| Division vers O'Hare  |  | ligne bleue |  | Grand vers Forest Park |
| modifier sur Wikidata |  |             |  |                        |